# Chondrodactylus angulifer
Chondrodactylus angulifer es una especie de gecko que pertenece al género Chondrodactylus de la familia Gekkonidae. Es una especie terrestre y diurna, nativa de África del Sur.

## Distribución y hábitat
Su área de distribución incluye Botsuana, Namibia y Sudáfrica. Habita en zonas áridas, como el desierto de Namib.

## Taxonomía
Se reconocen las siguientes subespecies:
- Chondrodactylus angulifer angulifer Peters, 1870
- Chondrodactylus angulifer namibensis Haacke, 1976